# Фарго (фильм)
«Фа́рго» (англ. Fargo) — фильм братьев Коэн, вышедший на экраны в марте 1996 года. В начальных титрах утверждается, что фильм основан на реальной истории похищения и нескольких убийств, произошедших в штате Миннесота в 1987 году, однако в финальных титрах указано, что все события фильма являются вымыслом. Съёмки проходили в штате Миннесота. Ограниченный премьерный показ состоялся весной 1996 года в некоторых кинотеатрах США.
«Фарго» имел крупный коммерческий успех, сделал звёздами до этого малоизвестных актёров Фрэнсис Макдорманд и Уильяма Мэйси, а также неоднократно признавался лучшим фильмом братьев Коэн. Лента собрала значительное количество кинонаград (около 60), включая два «Оскара» — Фрэнсис Макдорманд за лучшую женскую роль и братьям Коэн за лучший оригинальный сценарий.
В 2006 году картина была включена в Национальный реестр фильмов США, имеющих «культурное, историческое или эстетическое значение». В 2014 году был запущен одноимённый телесериал с оригинальным сюжетом, но снятый в похожей стилистике. Продюсерами сериала выступили сами братья Коэн.

## Сюжет

Сцена в баре. Карл Шоуолтер (слева) и Гэир Гримсруд (справа)

В «Фарго» братья Коэны вернулись к теме похищения, за которую ранее уже брались в комедии «Воспитывая Аризону».
Картина открывается сценой того, как в бар King of Clubs, что в городе Фарго, входит торговец автомобилями Джерри Ландегаард (Уильям Мэйси) и садится напротив двух преступников: болтуна Карла Шоуолтера (Стив Бушеми) и молчаливого Гэира Гримсруда (Петер Стормаре). Мужчины договорились встретиться здесь, чтобы обсудить последние детали похищения жены Ландегаарда, Джин (Кристин Рудруд). На вопрос Шоуолтера, зачем Ландегаарду похищать собственную супругу, тот отнекивается и меняет тему. Когда ключевые моменты улажены, Джерри отдаёт им автомобиль Oldsmobile Cutlass Ciera, который он угнал со своего же места работы, и обещает половину из 80 тысяч долларов выкупа после завершения дела. Ландергаард возвращается домой, в Миннеаполис.
Вскоре он договаривается о встрече с тестем, богатым бизнесменом Уэйдом Густафсоном (Харв Преснелл). На скорую руку предложив ему большую часть своей земли, он даже не подозревал, что тот согласится. Ландегаард бросается разыскивать преступников, чтобы отменить сделку, но не может до них дозвониться.
Тем временем, Карл и Гэир похищают Джин из ее дома и везут во временное убежище близ Брэйнарда. Карл не повесил на машину транзитные номера, из-за чего их останавливает полицейский. Карл неудачно предлагает полицейскому взятку, и Гэир убивает того выстрелом в голову. Свидетелями преступления становятся водитель и пассажирка проезжающего автомобиля. Гримсруд преследует их и, после того как они, вылетев с шоссе, переворачиваются, убивает.
Следующим днём на место преступления прибывает полицейская Мардж Гандерсон, находящаяся на седьмом месяце беременности (Фрэнсис Макдорманд).
Ландегаард сообщает Густафсону, что выкуп за его дочь составляет миллион долларов, а не 80 тысяч, о которых он говорил Карлу и Гэиру. Вместо Джерри, как было оговорено, на место встречи с кейсом с одним миллионом долларов является Уэйд. Разъярённый Карл убивает Густафсона, но получает ранение в челюсть. На обратной дороге он оставляет у себя 80 тысяч долларов, а кейс с остальными деньгами зарывает в снегу.
В доме Шоуолтер обнаруживает, что Гримсруд убил Джин из-за того, что она не прекращала орать. Карл предлагает Гэиру поделить добычу и разойтись. После спора о том, как поделить машину, Гэир внезапно зарубает Карла топором.
Мардж арестовывает Гэира в тот момент, когда он засовывает последние остатки Карла в дробилку для древесных отходов. В машине, по дороге в полицейский участок, Гандерсон произносит:
Значит, на полу лежала миссис Ландегаард. А в дробилке был, видимо, твой сообщник. Да эти трое в Брэйнарде. И ради чего? Ради кучки денег. В жизни есть нечто большее, чем кучка денег. Разве ты об этом не знаешь? И вот ты здесь. В такой прекрасный день. Что ж... Я просто этого не понимаю.
Позже полицейские надевают наручники на сбежавшего Ландегаарда, который скрывался в мотеле в двухстах милях от Фарго.
В финальной сцене картины Мардж и её муж Норм (Джон Кэрролл Линч) обнимаются в постели, признаваясь друг другу в любви.

## В ролях
| Актёр              | Роль                                |
| ------------------ | ----------------------------------- |
| Фрэнсис Макдорманд | Мардж Гандерсон Marge Gunderson     |
| Уильям Мэйси       | Джерри Ландегаард Jerry Lundegaard  |
| Стив Бушеми        | Карл Шоуолтер Carl Showalter        |
| Петер Стормаре     | Гэир Гримсруд Gaear Grimsrud        |
| Харв Преснелл      | Уэйд Густафсон Wade Gustafson       |
| Кристин Рудруд     | Джин Ландегаард Jean Lundegaard     |
| Тони Денман        | Скотти Ландегаард Scotty Lundegaard |
| Стив Ривис         | Шеп Праудфут Shep Proudfoot         |
| Джон Кэрролл Линч  | Норм Гандерсон Norm Gunderson       |
| Стив Парк          | Майк Янагита Mike Yanagita          |

## Создание

### Предыстория
Перед самым выходом фильма братья Коэн заявляли во всех интервью, что он основан на реальных событиях. По их словам, в 1987 году они прочитали в газете заметку о том, что в штате Коннектикут мужчина засунул собственную жену в дробилку для древесных отходов. «Это хорошо», — согласились братья, странно засмеявшись. Тем не менее, в тексте не было никаких упоминаний о торговце автомобилями, похищении или нанятых преступниках. В другом интервью братья говорили, что услышали об этой истории от своего приятеля в Миннесоте.
Во вступлении опубликованного сценария картины Итан пишет, что история все-таки настоящая и была рассказана бабушкой его брата. Джоэл объяснял:

Эта история о Миннесоте. Она показывает абстрактный пейзаж нашего детства [Коэны росли на севере Миннесоты, в городе Сент-Луис-Парк] — мрачной, открытой всем ветрам тундре, похожей на Сибирь, кроме, разве что, дилеров автомобилей Ford и ресторанов Hardee's. Она стремится быть привычной и необычной и претендует на то, чтобы быть настоящей.— Джоэл Коэн, 
Своему старому другу и помощнику Уильяму Прэстону Робертсону Итан, однако, позже признался, что большая часть фильма вымышлена и даже в «Большом Лебовски» больше правдивых элементов, чем в «Фарго».

### Сценарий
После кассового провала «Подручного Хадсакера» братья начали раздумывать о создании фильма с как можно меньшим бюджетом. Сценарий, который они написали, назывался «Большой Лебовски». Они сразу же решили, что Джефф Бриджес будет идеальным кандидатом для главной роли. Единственной проблемой было то, что Бриджес уже был занят в других кинопроектах, поэтому братьям пришлось отложить этот сценарий и перейти к другому.
Отдельным моментом в написании ими сценария выделяются акценты и диалекты. У Коэнов уже был опыт в этом деле: в их фильмах обитали техасцы («Просто кровь»), интеллектуальные евреи («Бартон Финк») и южные афроамериканцы («Подручный Хадсакера»). Все эти персонажи были написаны как, скорее, карикатуры на реально существующих людей. В «Фарго» же братья решили прибегнуть к тому говору, что они слышали, когда были детьми — среднезападному набору выражений с оттенком скандинавской весёлой песни, что появился там благодаря большому количеству шведских иммигрантов. Коэны не просто полагались на память, а ещё и использовали книгу Говарда Мора «Как говорить по-миннесотски». С помощью неё в фильме и появились такие фразы, как you betcha (рус. ещё бы), oh geez (рус. о, Господи), yah sure (рус. да, конечно) и yah think? (рус. ты думаешь?).
Сценарий был закончен за три месяца. По словам братьев, они дали фильму такое название просто потому, что им понравилось звучание этого слова.

### Кастинг
Когда мне предложили роль в «Фарго», я долго отказывалась, потому что совершенно не могла понять, как можно сыграть мать, если ты сама — мать.
Роль Мардж Гандерсон была написана специально для актрисы Фрэнсис Макдорманд, супруги Джоэла. Братья не давали ей главной роли со времён «Просто крови», хотя и снимали практически в каждом своём фильме. Макдорманд сильно осторожничала и возмущалась по поводу этого факта. Она была удивлена, когда они протянули ей копию сценария и сказали: «Вот, пожалуйста. Вот и Мардж». Позже она говорила: «Это было впервые за 12 лет, что я спала с режиссёром, и получила роль без вопросов». Для подготовки к роли актриса не изучала поведение женщин-полицейских и решила довериться собственным инстинктам.
Уильям Мэйси, исполнивший роль Джерри Ландегаарда, прочитав сценарий, воскликнул: «„Фарго“ — лучшая вещь из тех, которые я читал за долгое время!». Он буквально умолял братьев взять его на эту роль.
Ещё одним важным персонажем был Карл Шоуолтер. Коэны давно были знакомы с актёром Стивом Бушеми, поэтому сразу же утвердили его на эту роль. Его партнёра по преступным делам сыграл шведский актёр Петер Стормаре. Братья отдали ему эту роль из-за его характерной внешности: высокого роста, холёных белых волос и вытянутого лица. В почти эпизодического персонажа Норма, мужа Мардж, перевоплотился театральный актёр Джон Кэрролл Линч, которого Коэны взяли из-за его простоватой игры и бесстрастного лица.
На съёмочной площадке Коэны выдали всем основным актёрам копии книги Мора «Как говорить по-миннесотски», чтобы они как можно точнее передали образ жителей этого штата.

### Подготовка к съёмкам
Ещё во время съёмок «Подручного Хадсакера» Коэны договорились с продюсерами Тимом Беваном и Эриком Феллнером о продюсировании своих будущих проектов. Партнёрам сценарий понравился, и они, вместе с кинокомпанией Working Title Films, вступили в дело.

## Наследие
В 2003 году был снят пилотный эпизод для сериала, основанного на фильме. Режиссёром выступила Кэти Бейтс, в роли Мардж Гандерсон снялась Эди Фалько. Братья Коэны не участвовали в создании телесериала.
В апреле 2014 на канале FX стартовал новый сериал, Коэны выступили в качестве исполнительных продюсеров. Главные роли играют Билли Боб Торнтон и Мартин Фриман. Первые эпизоды получили положительные отзывы. Сериал рассказывает новую историю с другими персонажами и имеет только одну прямую сюжетную отсылку к фильму в четвёртой серии.

## Критика
«Фарго» получил ошеломительные отзывы, и многие критики называли этот фильм одним из самых лучших всех времен. Роджер Эберт, известный и влиятельный критик, отнёс «Фарго» к своему списку «Великих фильмов», написав в своей рецензии:
«Смотреть этот фильм значит испытать восторг от монтажа, и, как вы понимаете, у кинематографистов был большой риск, но они смогли создать полностью оригинальный, но в то же время знакомый, как старый башмак, фильм»
Многие из критиков были восхищены главной героиней. К примеру, Рита Кемплей из Washington Post: «Гандерсон (Фрэнсис МакДорманд) самая милая, веселая и совершенно женская героиня со времён Тельмы или Луизы», Кеннет Туран из Los Angeles Times: «Мардж Гандерсон была создана Коэнами специально для Френсис МакДорманд … и они были вознаграждены блестящей и захватывающей игрой актрисы».
После этого фильма за Роджером Дикинсом закрепляется звание одного из самых выдающихся кинооператоров. Об этом пишет Джанет Мэслин:
«Фарго» был поразительно снят Роджером Дикинсом с выразительным использованием светотеней, отчего герои появляются как из сна.

Джей Бояр, кинокритик из Orlando Sentinel, написал в день премьеры, 22 марта 1996 года:
Сценарист-режиссёр Джоэл и сценарист-продюсер Итан представили завораживающий «Фарго» (сегодня состоялась его премьера), который в зависимости от того, как на него посмотреть, является либо удивительно смешной криминальной драмой, либо крайне мрачной комедией).

## Награды
- 1996 — приз за лучшую режиссуру на Каннском кинофестивале (Джоэл Коэн)[27]
- 1996 — две премии Национального совета кинокритиков США: лучший режиссёр (Джоэл Коэн) и лучшая актриса (Фрэнсис Макдорманд)
- 1997 — две премии «Оскар»[28]: за лучший оригинальный сценарий (Итан Коэн, Джоэл Коэн) и за лучшую женскую роль (Фрэнсис Макдорманд); а также 5 номинаций: лучший фильм (Итан Коэн), лучший режиссёр (Джоэл Коэн), лучшая операторская работа (Роджер Дикинс), лучший актёр второго плана (Уильям Мэйси), лучший монтаж (Джоэл Коэн, Итан Коэн)
- 1997 — премия «Сатурн» за лучший фильм в жанре экшн / приключения / триллер, а также две номинации: лучший режиссёр (Джоэл Коэн) и лучшая актриса (Фрэнсис Макдорманд)
- 1997 — премия BAFTA за лучшую режиссуру (Джоэл Коэн)[29], а также 5 номинаций: лучший фильм (Итан Коэн, Джоэл Коэн), лучшая актриса (Фрэнсис Макдорманд), лучший оригинальный сценарий (Итан Коэн, Джоэл Коэн), лучшая операторская работа (Роджер Дикинс), лучший монтаж (Джоэл Коэн, Итан Коэн)
- 1997 — премия «Бодил» за лучший американский фильм (Джоэл Коэн)
- 1997 — 6 премий «Независимый дух»: лучший фильм (Итан Коэн), лучший режиссёр (Джоэл Коэн), лучший актёр (Уильям Мэйси), лучшая актриса (Фрэнсис Макдорманд), лучший сценарий (Итан Коэн, Джоэл Коэн), лучшая операторская работа (Роджер Дикинс)
- 1997 — премия Гильдии киноактеров США за лучшую женскую роль (Фрэнсис Макдорманд), а также номинация за лучшую мужскую роль второго плана (Уильям Мэйси)
- 1997 — премия Гильдии сценаристов США за лучший оригинальный сценарий (Итан Коэн, Джоэл Коэн)
- 1997 — номинация на премию «Сезар» за лучший зарубежный фильм (Джоэл Коэн, Итан Коэн)
- 1997 — номинация на премию Гильдии режиссёров США за лучшую режиссуру — Художественный фильм (Джоэл Коэн)
- 1997 — 4 номинации на премию «Золотой глобус»: лучший фильм — комедия или мюзикл, лучший режиссёр (Джоэл Коэн), лучшая актриса в комедии или мюзикле (Фрэнсис Макдорманд), лучший сценарий (Итан Коэн, Джоэл Коэн)
- 2006 — фильм помещён в Национальный реестр фильмов